# Медвежо-Вушківська сільська рада
| Медвежо-Вушківська сільська рада — колишній орган місцевого самоврядування у Вінницькому районі Вінницької області з адміністративним центром у c. Медвеже Вушко. Сільській раді підпорядковані населені пункти: - c. Медвеже Вушко |

## Склад ради
Рада складалася з 16 депутатів та голови.

## Керівний склад сільської ради
| ПІБ                              | Основні відомості                                                                  | Дата обрання | Дата звільнення |
| -------------------------------- | ---------------------------------------------------------------------------------- | ------------ | --------------- |
| Роздайбіда Павліна Станіславівна | Сільський голова, 1960 року народження, освіта, член Соціалістичної партії України | 26.03.2006   | 31.10.2010      |
| Роздайбіда Павліна Станіславівна | Сільський голова, 1960 року народження, освіта вища, позапартійна                  | 31.10.2010   |                 |

Примітка: таблиця складена за даними джерела